# ヴィルフランシュ＝シュル＝ソーヌ
ヴィルフランシュ＝シュル＝ソーヌ（Villefranche-sur-Saône）は、フランス東部、オーヴェルニュ＝ローヌ＝アルプ地域圏ローヌ県にある、人口3万人ほどの都市である。

## 地理
ローヌ県北部にあり、ソーヌ川から1.6kmの所にある。県庁所在地リヨンとその隣接市を除けば県内最大の都市で、11の小郡、131のコミューンが属す郡の中心都市である。

## 歴史
この町は、1212年、ボージュー伯ギシャール4世の所領として登場する。14世紀にはボジョレー州の州都となった。城郭都市であったが、19世紀の初めに、城郭は撤去された。

## 産業と経済
管内131コミューンのうち、85がボジョレーワインの生産をしており、この町がワインの流通の中心になっている。

## 町出身の有名人
- コラリー・クレマン
- バンジャマン・ビオレ